# شهرستان کی (اکلاهما)
شهرستان کی، اکلاهما (به انگلیسی: Kay County, Oklahoma) شهرستانی در ایالات متحده آمریکا است که در اکلاهما واقع شده‌است.

## خصوصیات
شهرستان کی ۲٬۴۴۸ کیلومترمربع مساحت دارد.